# Neargyria
Neargyria és un gènere d'arnes de la família Crambidae.

## Taxonomia
- Neargyria argyraspis (Meyrick, 1879)
- Neargyria persimilis Hampson, 1919